# Landtagswahlkreis Wesel II
Der Landtagswahlkreis Wesel II ist ein Landtagswahlkreis in Nordrhein-Westfalen. Seit der Landtagswahl 2022 umfasst er die Gemeinden Alpen, Kamp-Lintfort, Rheinberg, Sonsbeck, Xanten und Voerde des Kreises Wesel.

## Geschichte
Von 1980 bis 2000 umfasste der Wahlkreis noch die Gemeinden Hamminkeln, Schermbeck, Wesel und Xanten. Zur Wahl 2005 wurde der Zuschnitt geändert, er umfasste nunmehr die Gemeinden Alpen, Kamp-Lintfort, Rheinberg, Sonsbeck, Xanten und den Ortsteil Vluyn der Gemeinde Neukirchen-Vluyn. Bei der Wahl 2017 wurden die Ortsteile Orsoy und Budberg an den Wahlkreis Duisburg IV – Wesel V abgegeben, die Ortsteile Rheinberg und Borth verblieben im Wahlkreis. Zur Wahl 2022 wurde die Stadt Rheinberg wieder vollständig dem Wahlkreis Wesel II zugeschlagen, außerdem kam Voerde hinzu. Neukirchen-Vluyn wurde hingegen vollständig dem Wahlkreis Wesel IV zugeordnet.

## Landtagswahl 2022
Wahlberechtigt zur Landtagswahl 2022 waren 114.897 Einwohner des Wahlkreises. Die Wahlbeteiligung lag bei 55,7 %.
| Direktkandidat       | Erststimmen in % | Partei   | Zweitstimmen in % |
| -------------------- | ---------------- | -------- | ----------------- |
| René Schneider       | 38,2             | SPD      | 32,4              |
| Sascha van Beek      | 35,3             | CDU      | 35,8              |
| Niels Awater         | 12,1             | GRÜNE    | 14,1              |
| Franka Cerutti       | 4,2              | FDP      | 4,8               |
| Manuela Bechert      | 1,8              | LINKE    | 1,7               |
| Daniela van Meegeren | 5,5              | AfD      | 5,5               |
| Sonstige             | 2,9              | Sonstige | 5,6               |

Der Wahlkreis wird im Landtag durch den seit 2012 amtierenden direkt gewählten Abgeordneten René Schneider (SPD) vertreten.

## Landtagswahl 2017
Wahlberechtigt zur Landtagswahl 2012 waren 90.954 Einwohner des Wahlkreises. Die Wahlbeteiligung lag bei 66,7 %.
| Direktkandidat            | Erststimmen in % | Partei   | Zweitstimmen in % |
| ------------------------- | ---------------- | -------- | ----------------- |
| René Schneider            | 38,5             | SPD      | 33,9              |
| Rainer Groß               | 36,8             | CDU      | 34,0              |
| Lukas Aster               | 5,0              | GRÜNE    | 4,9               |
| Stephan Heuser            | 7,6              | FDP      | 6,4               |
| Karl-Heinz Hildebrandt    | 1,1              | PIRATEN  | 0,8               |
| Sidney Oliver Lewandowski | 4,1              | LINKE    | 4,2               |
| Uwe Krins                 | 6,1              | AfD      | 7,2               |
| Sonstige                  | 1,0              | Sonstige | 3,5               |

## Landtagswahl 2012
Wahlberechtigt zur Landtagswahl 2012 waren 98.344 Einwohner des Wahlkreises. Die Wahlbeteiligung lag bei 61,1 %.
| Direktkandidat    | Erststimmen in % | Partei   | Zweitstimmen in % |
| ----------------- | ---------------- | -------- | ----------------- |
| Marie-Luise Fasse | 32,2             | CDU      | 26,5              |
| René Schneider    | 44,8             | SPD      | 43,2              |
| Peter Nienhaus    | 8,1              | GRÜNE    | 9,2               |
| Stefan Gesthuysen | 4,2              | FDP      | 7,3               |
| Andreas Imhof     | 2,1              | LINKE    | 2,1               |
| Sebastian Nitz    | 8,6              | PIRATEN  | 7,9               |
| -                 | -                | Sonstige | 3,8               |

## Landtagswahl 2010
Wahlberechtigt zur Landtagswahl 2010 waren 98.129 Einwohner des Wahlkreises. Die Wahlbeteiligung lag bei 62,2 %.
| Direktkandidat    | Erststimmen in % | Partei   | Zweitstimmen in % |
| ----------------- | ---------------- | -------- | ----------------- |
| Marie-Luise Fasse | 38,9             | CDU      | 34,7              |
| Wolfgang Roth     | 42,9             | SPD      | 38,2              |
| Sibylle Schulte   | 8,5              | GRÜNE    | 10,2              |
| Rainer Mull       | 4,2              | FDP      | 6,0               |
| Andreas Imhof     | 5,5              | LINKE    | 5,4               |
| -                 | -                | Sonstige | 5,7               |

## Landtagswahl 2005
Wahlberechtigt zur Landtagswahl 2005 waren 97.514 Einwohner des Wahlkreises. Die Wahlbeteiligung lag bei 65,3 %.
| Direktkandidat     | Partei | Stimmen in % |
| ------------------ | ------ | ------------ |
| Wolfgang Roth      | SPD    | 41,0         |
| Marie-Luise Fasse  | CDU    | 43,8         |
| Axel Götze-Rohen   | FDP    | 5,4          |
| Peter Nienhaus     | GRÜNE  | 5,1          |
| Michael Wiehle     | REP    | 0,7          |
| Wolfgang Klinger   | PDS    | 0,8          |
| Andreas Koroschetz | NPD    | 0,8          |
| Hermann Möss       | WASG   | 2,3          |